# Heino Ferch
Pour les articles homonymes, voir Ferch.
 (octobre 2024).
Si vous disposez d'ouvrages ou d'articles de référence ou si vous connaissez des sites web de qualité traitant du thème abordé ici, merci de compléter l'article en donnant les références utiles à sa vérifiabilité et en les liant à la section « Notes et références ».
 (octobre 2024).
Le contenu est difficilement compréhensible vu les erreurs de traduction, qui sont peut-être dues à l'utilisation d'un logiciel de traduction automatique.
Heino Ferch, né le 18 août 1963 à Bremerhaven, est un acteur allemand. Il est connu d'un grand public par le rôle du passeur Harry Melchior dans le film télévisé en deux parties Le Tunnel.

## Biographie
À l'âge de quinze ans, alors qu'il est au Gymnasium, ce fils de capitaine monte sur les planches pour la première fois sur la scène de sa ville natale Bremerhaven dans la comédie musicale Can Can. En même temps, il voyage à travers l'Europe comme membre de l'équipe allemande de gymnastique.
En 1987, Heino Ferch finit ses études à l'université de musique et d'arts dramatiques Mozarteum à Salzbourg. Il a parallèlement suivi des cours de claquettes, de danse classique et de chant. De 1987 à 2006, Ferch a vécu à Berlin, une ville dont son destin de séparation et réunification se reflète sans cesse dans son travail en tant qu'acteur de cinéma (Wedding, Qui a peur de rouge jaune bleu, Menteurs, Le Tunnel, Meurtre au bord de la mer, Le pont aérien, Le mur – Berlin 1961 et Le miracle de Berlin).
Il a été le compagnon de l'actrice Suzanne von Borsody pendant neuf ans (jusqu'en 1999), puis du médecin de Berlin Julia von Pufendorf dont il eut une fille en 2000. En 2002, Ferch a fait la connaissance, par l'intermédiaire de la responsable de casting Rita Serra-Roll qui a placé les deux l'un à côté de l'autre lors d'une cérémonie, de Marie-Jeanette Steinle, qui était alors membre de l'équipe allemande d'équitation. En 2005, Ferch et Steinle se sont mariés civilement lors de l'événement de voile Le Sail 2005 sur le trois mâts Dar Mlodziezy à Bremerhaven. Le même mois, ils se sont mariés religieusement à la cathédrale Marienmünster zu Dießen située sur le lac bavarois Ammersee aux bords duquel Heino Ferch emménage après son mariage. Le couple Ferch prend part au sport de polo aussi bien comme joueurs que dans la promotion de jeunes sportifs. Tous les deux sont inscrits auprès de l'association allemande de polo ; en avril 2008 leur handicap était de –1 Heino Ferch et 0 pour Marie-Jeanette Ferch. Leur séparation est annoncée en septembre 2024.

## Carrière

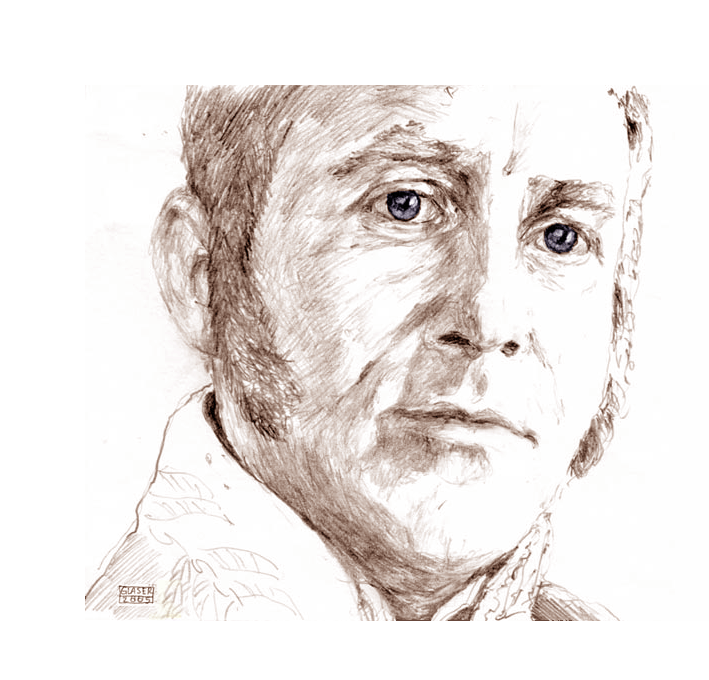
Heino Ferch dans le rôle de Caulaincourt.

### Au théâtre
Après ses études, Heino Ferch accepte son premier engagement à la Freie Volksbühne à Berlin. De 1987 à 1990, il y fait partie dans l'ensemble dirigé entre autres par Hans Neuenfels. De 1990 à 1994, il est membre de l'ensemble du Schillertheater à Berlin (Les brigands ; Mockinpott ; Casimir et Caroline ; Comme il vous plaira, de Katharina Thalbach). En 1992, il joue au Theater des Westens dans Der blaue Engel (L'ange bleu) 120 représentations sous les ordres de Peter Zadek. Il se produit en tournée au Festival de Salzbourg (Un re in ascolto ; Chacun de nous ; Macbeth ; Il ritorno d'Ulisse), à la Scala de Milan et au Burgtheater de Vienne (L'otage).

### Au cinéma
En 1987, il fait ses débuts d'acteur de cinéma avec un petit rôle dans le Château Königswald de Peter Schamoni. En 1989, il joue son premier rôle principal : celui du tireur fou Klaus Asmus dans Wedding de Heiko Schier. Suivent entre autres Chant d'Allemagne de Rom Toelle et Le monstre de Volker Schlöndorff, où il fait grande impression dans le rôle du commandant Raufeisen de l'établissement nazi, « Napola », centre d'apprentissage de politique.
En 1997, il a percé dans le film Comedian Harmonists de Joseph Vilsmaier et Les hibernants de Tom Tykwer. Cette année-là, il apparaît dans pas moins de neuf rôles complètement différents. Il tient sept fois le rôle principal ou le second rôle.
Un an plus tard, on le voit en gangster Ronnie dans Cours Lola cours de Tom Tykwer.
En 2001, débute le film télévisé en deux parties Le Tunnel de Roland Suso Richter. Cette « production exceptionnelle » (selon l'ufa) obtient sept prix cinématographiques et est ensuite vendue à plus de 70 pays. On décerne à Ferch la « Goldene Kamera » (les César allemands) pour son rôle de passeur Harry Melchior.
En 2004, le film La chute du IIIe Reich obtient une nomination aux Oscars. Il est vendu dans plus de 145 pays. Dans ce film, Ferch incarne Albert Speer, l'architecte et ministre de l'Armement et de la production de guerre de Hitler.
Avec Le Tunnel, la société cinématographique Teamworx commence une série de productions de télévision qui raconte des événements historiques d'une manière semi-fictive : les soi-disant « Event-Movies ». Ici Ferch joue le rôle principal dans plusieurs projets.
En 2005, huit millions de téléspectateurs regardent le film télévise en deux parties Le Pont aérien avec Ferch dans le rôle de Philipp Turner, une fiction de William H. Turner qui était l'organisateur historique du pont aérien d'approvisionnement pour la ville de Berlin, qui faisait l'objet d'un blocus. Le film obtient le César pour le meilleur film allemand de télévision de l'année et est vendu dans 43 pays.
En 2007, le film télévisé en deux parties de Teamworx, Der geheimnisvolle Schatz von Troj (Le trésor mystérieux de Troie), avec Ferch dans le rôle de l'homme d'affaires et archéologue Heinrich Schliemann raconte les recherches de la ville de Troie, la découverte du trésor de Priam et la réalisation de sa vision de la vie. Le film est vendu à 32 pays.
Parallèlement à cette grande production, Ferch joue régulièrement dans des productions plus petites - souvent dans des policiers (la série Nordholm). La grande qualité de ces productions est récompensée par un grand nombre de prix.
Beaucoup d'offres de l'étranger sont arrivées : Lucie Aubrac de Claude Berri, Jules César d'Uli Edel, Napoléon d'Yves Simoneau, Mávahlátur d'Águst Guomundson, Hunt for Justice (The Louise Arbour Story [CAN]) de Charles Binamé et D´Artagnan et Les trois mousquetaires de Pierre Aknine). De par ces rôles, la notoriété de l'acteur allemand est devenue très grande à l'échelle internationale.
Il compte aujourd'hui parmi les acteurs de cinéma les plus populaires et les plus reconnus d'Allemagne.

## Filmographie
- The Unscarred
- La Vie est un chantier
- 1996 : Le Roi des aulnes (Der Unhold) de Volker Schlöndorff
- 1997 : Lucie Aubrac de Claude Berri
- 1997 : Comedian Harmonists de Joseph Vilsmaier : Roman Cycowski
- 1997 : Les Rêveurs (Winterschläfer), de Tom Tykwer : Marco
- 1998 : Cours, Lola, cours (Lola rennt) de Tom Tykwer : Ronnie
- 2001 : Le Tunnel de Roland Suso Richter : Harry Melchior
- 2002 : The Extremists (Extreme Ops) : Mark
- 2002 : Jules César (TV) : Vercingétorix
- 2002 : Napoléon d'Yves Simoneau : le marquis de Caulaincourt, aide de camp de l'Empereur
- 2003 : Le Lion de José Pinheiro (TV) : Julien Keller
- 2004 : La Chute : Albert Speer
- 2004 : Ghetto (TV) dans le rôle de Gens, coproduction Lituanie-Allemagne de Audrius Juzenas
- 2005 : D'Artagnan et les Trois Mousquetaires de Pierre Aknine (TV) : Athos
- 2007 : Troie, la cité du trésor perdu (TV) (Der geheimnisvolle Schatz von Troja) de Dror Zahavi : Heinrich Schliemann
- 2007 : Une avalanche de cadeaux (Meine schöne Bescherung) de Vanessa Jopp : Jan
- 2008 : Une jeunesse berlinoise (TV) (Das Wunder Von Berlin) de Roland Suso Richter : Jürgen Kaiser
- 2008 : La bande à Baader :  l'assistant d'Horst Herold
- 2012 : Munich 72 : L'Attentat (TV) (München 72 – Das Attentat) de Dror Zahavi : Dieter Waldner
- 2014 : Sarajevo : Dr Herbert Sattler
- 2015 : Unterm Radar (de) (Prise au piège) de Elmar Fischer (de) : Heinrich Buch
- 2015 : Nordholm (télévision)[1]
- 2016 : Fritz Lang – Der andere in uns
- 2016 : Berlin 56 (mini-série) : Professeur Jürgen Fassbender
- 2017 : Berlin 59 (mini-série) : Professeur Jürgen Fassbender
- 2017 : Un enfant disparaît (télévision) : Ingo Thiel
- 2019 : L'empreinte des tueurs (téléfilm d'Urs Egger) : Ingo Thiel
- 2021 : Berlin 63 (Mini-série) : Professeur Jürgen Fassbender
- 2021 : Une jeune fille disparaît : Ingo Thiel
- 2022 : Ma sœur a disparu : Ingo Thiel
- 2023 : Lettres de l'au-delà : Ingo Thiel
- 2024 : Présumée disparue : Ingo Thiel